# Graham Hedman
Graham Hedman (né le 6 février 1979 à Witham) est un athlète britannique, spécialiste du sprint. 

## Biographie
Il remporte la médaille d'argent du relais 4 × 400 m lors des championnats d'Europe de 2006, à Göteborg, en compagnie de Robert Tobin, Rhys Williams et Timothy Benjamin.

### Palmarès
| Date | Compétition                | Lieu     | Résultat | Épreuve   | Performance   |
| ---- | -------------------------- | -------- | -------- | --------- | ------------- |
| 2005 | Coupe d'Europe des nations | Florence | 1er      | 4 × 400 m | 3 min 00 s 51 |
| 2006 | Championnats d'Europe      | Göteborg | 2e       | 4 × 400 m | 3 min 01 s 63 |

### Records
| Épreuve | Performance | Lieu      | Date         |
| ------- | ----------- | --------- | ------------ |
| 400 m   | 45 s 84     | Gateshead | 11 juin 2006 |